# Nahr al-Uzajm
Nahr al-Uzajm (arab. نهر العظيم, Nahr al-ʿUẓaym) − rzeka na terenie Iraku, lewy dopływ rzeki Tygrys, do której uchodzi ok. 80 km na północ od Bagdadu, w pobliżu miasta Kizil. Na rzece w odległości 133 km od Bagdadu wybudowana została zapora, a utworzony zbiornik spełnia funkcje przeciwpowodziowe, irygacyjne i energetyczne.